# Jāņi (queso)
El queso Jāņi (en letón: Jāņu siers) es un queso de leche agria letón, que se come tradicionalmente en Jāņi, la celebración letona del solsticio de verano. Hoy en día el queso también se ha convertido en uno de los símbolos de la cultura letona.
El 16 de noviembre de 2015, el queso Jāņi se incluyó en el registro de especialidad tradicional garantizada (ETG) del Consejo Europeo. Actualmente 5 fabricantes ("Valmieras piens", "Rankas piens", "Lazdonas piensaimnieks", "Straupe" y "Dundaga") cumplen los criterios de ETG y pueden etiquetar su producto como queso Jāņi.

## Ingredientes
Sus ingredientes básicos son el quark crudo (letón: biezpiens) y la leche fresca, pero también se pueden usar otros productos. Tradicionalmente, las semillas de alcaravea se agregan durante la cocción como especia. 

## Fabricación

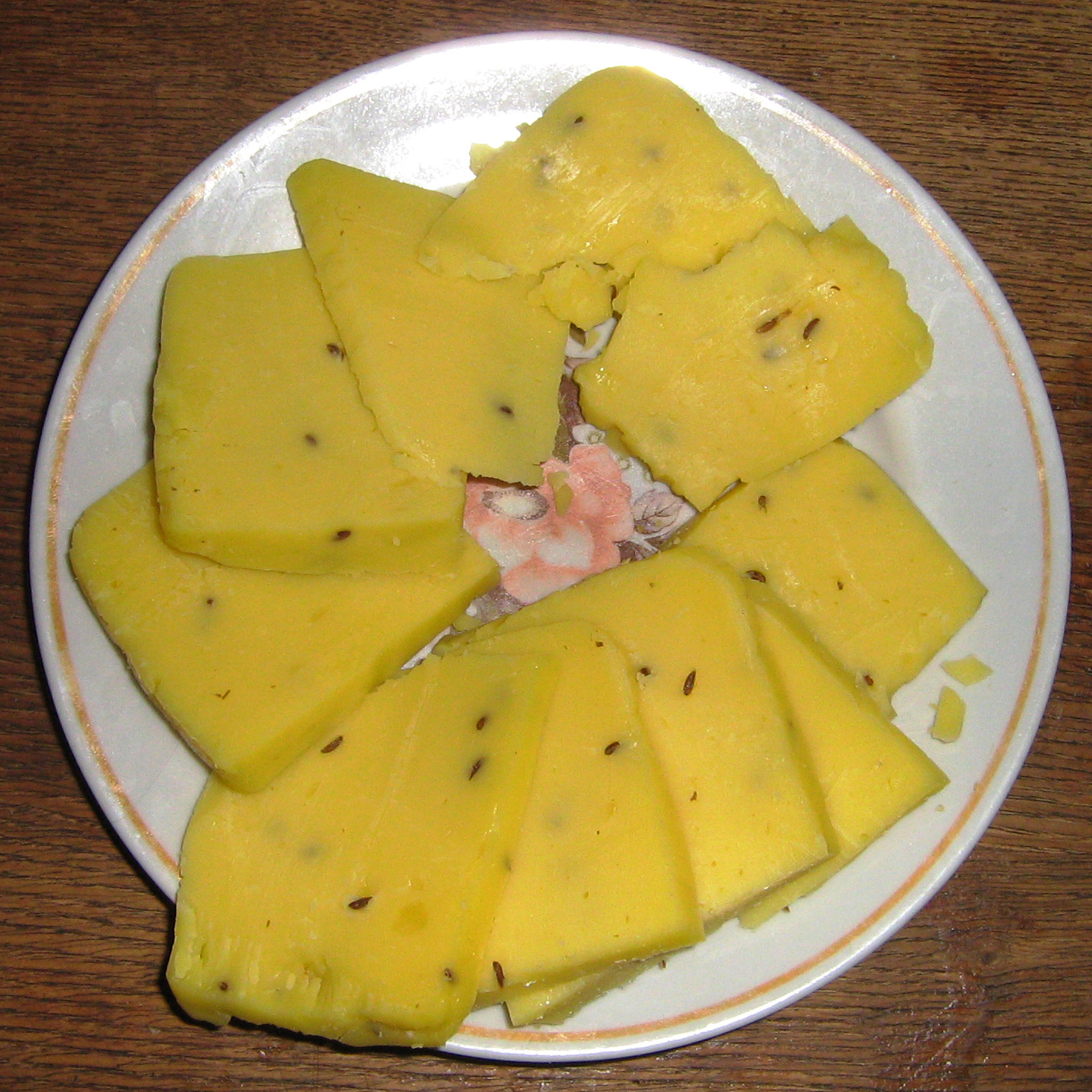
Trozos de queso Jāņi en un plato

El queso se prepara calentando la leche entera, agregando quark y luego cocinando la mezcla hasta que la esponjosa cuajada se separa de un suero claro. El suero se desecha cuando la masa de queso alcanza una temperatura de 72 a 77 grados. En este punto, las cuajadas se colocan en una sartén, y se mezcla con una mezcla de huevo, mantequilla, sal y semillas de alcaravea. Una vez que se forma una bola sólida y firme, el queso se coloca en una gasa para drenar el exceso de líquido. En general, el queso se prepara unos días antes y se deja madurar en un lugar fresco antes del consumo.